# 조현관
조현관(1968년 4월 28일~)은 대한민국의 양궁 선수이다. 2001년 제3회 세계장애인양궁선수권대회 단체전 금메달 및2000년 제11회 시드니 장애인올림픽대회 단체전 동메달, 1996년 제10회 애틀랜타 장애인올림픽대회 단체전 금메달을 획득했다.